# Сосновка (Кемеровский район)
Сосно́вка — посёлок в Кемеровском районе Кемеровской области. Входит в состав Арсентьевского сельского поселения.

## География
Центральная часть населённого пункта расположена на высоте 207 метров над уровнем моря.

## Население
По данным Всероссийской переписи населения 2010 года, в посёлке Сосновка проживает 46 человек (19 мужчин, 27 женщин).